# Anton Lutz (Politiker, 1908)

Anton Lutz

Anton „Toni“ Lutz (* 2. November 1908 in Schönbach, Kreis Eger; † 19. Januar 2002 in Öhringen) war ein österreichisch-deutscher Politiker (NSDAP).

## Leben
Nach dem Besuch der Volks- und Bürgerschule und einer mehrjährigen Lehrzeit arbeitete Lutz von 1926 bis 1930 als Geigenbauer. Von 1930 bis 1938 war er Turnlehrer und Erzieher an der Sudetendeutschen Turnschule in Asch.
Anton Lutz trat zum 1. November 1938 der NSDAP bei (Mitgliedsnummer 6.682.318). Außerdem wurde er im selben Jahr Mitglied der SA. Von 1938 bis 1945 war er Führer der SA-Brigade 101 in Teplitz-Schönau. Innerhalb der SA erreichte er 1944 den Rang eines SA-Brigadeführers.
Lutz trat am 23. April 1942 im Nachrückverfahren für den im Krieg umgekommenen Anton Sandner in den nationalsozialistischen Reichstag ein, in dem er bis zum Ende der NS-Herrschaft im Frühjahr 1945 das Sudetenland vertrat.
Lutz lebte nach dem Zweiten Weltkrieg in Süddeutschland. Er verstarb 2002 in Öhringen. Sein Grab befindet sich in Pfedelbach.

## Ehe und Familie
Lutz war verheiratet mit Ilse, geb. Doemel († 2. Januar 2001 in Untersteinbach).